# InetSoft Technology
InetSoft Technology Corporation es una empresa multinacional privada que diseña aplicaciones para la inteligencia de negocio.  La compañía fue fundada in 1996, y tiene más de 120 empleados entre oficinas en Piscataway, Nueva Jersey y también en Xi’an China.
El producto principal se llama Style Intelligence, una plataforma completa de BI capaz de realizar tablero de control, análisis visual e informes. También es adaptable para OEM.

## Historia
La empresa fue fundada en 1996 por Luke y Larry Liang al principio del uso común de JAVA. El producto inicial se llamaba Style Report y se enfocaba en análisis e informes. A medida que fueron pasando los años, el producto creció a una plataforma completa de BI enfocado en análisis visual. En el 2008 empezaron a ofrecer software como un servicio (SaaS) para los usuarios de Salesforce.com En el 2009 aumentaron los servicios gratis de análisis visual y AJAX.  En el 2010, añadieron acceso para sistemas de planificación de recursos empresariales (ERP) como SAP AG, Siebel Systems, JD Edwards, y PeopleSoft.

## Premios
InetSoft Style Report ganó Mejor Herramienta de Informes Java en el 2000, 2002, 2003, 2005 and in 2007
También en el 2007, Style Report Edición Analítica ganó Mejor Herramientas de inteligencia de negocios, el primer ano que fue nominado.

## Productos
Los productos son diseñados a base de estándar abierto e incluye tecnología de XML, SOAP, JAVA, e JavaScript.

## Socios
Align Kpital sirve como revendedor de Style Intelligence para Europa y Latinoamérica.

Engineering Software Lab sirve come revendedor en Asia.